# El vestido rosa
El vestido rosa (en francés, La robe rose) es una pintura de Frédéric Bazille de 1864, producida cuando tenía 23 años. Muestra a su prima Thérèse des Hours sentada en el saliente de piedra alrededor de la propiedad familiar de Le Domaine de Méric en Montpellier, frente al pueblo de Castelnau-le- Lez en el departamento de Hérault de Francia. Utilizó el método de la Escuela Barbizon para enmarcar la escena, utilizando árboles oscuros para dirigir el ojo del espectador a la luz brillante del fondo. La obra está ahora en el museo de Orsay.